# Bagodares prosa
Bagodares prosa är en fjärilsart som beskrevs av Druce 1893. Bagodares prosa ingår i släktet Bagodares och familjen mätare. Inga underarter finns listade i Catalogue of Life.